# Dieter Müller
Dieter Müller (Offenbach del Meno, 1 de abril de 1954) es un exfutbolista alemán, que actualmente se desempeña como presidente del club Kickers Offenbach.

## Trayectoria

### Clubes
Nacido como Dieter Kaster en 1954, Müller cambió su apellido al ser adoptado por su padrastro. Comenzó su carrera futbolística en Kickers Offenbach, club en el que jugó sólo dos partidos en la temporada 1972/73, siendo transferido al 1. FC Colonia. En este club jugó ocho temporadas, ganando la Bundesliga 1977/78 y la Copa de Alemania en dos oportunidades: 1977 y 1978.
Müller fue goleador en la temporada 1976/77, al convertir 34 goles en la misma cantidad de partidos, y la temporada 1977/78, tras convertir 24 en 33 encuentros. En esa temporada, frente al Werder Bremen el 17 de agosto, Müller convirtió seis goles en un solo partido, un récord en la Bundesliga.
En 1981 fue transferido al VfB Stuttgart, donde convirtió 14 goles en los 30 partidos que jugó. Al año siguiente pasó al fútbol francés, vistiendo durante tres temporadas la camiseta del Bordeaux, 43 goles en 93 partidos, donde obtuvo la Ligue 1 en 1984 y 1985. En 1985 pasó al Grasshopper, donde disputó 7 partidos antes de volver al fútbol alemán, en esta ocasión al FC Saarbrücken. Un año después volvió al Kickers Offenbach, donde se retiró en 1989. Actualmente se desempeña como presidente de ese club.

### Selección nacional
Con la selección de Alemania Federal jugó 12 partidos entre 1976 y 1978, en los que convirtió 9 goles. Se destacó en la Eurocopa 1976 en Checoslovaquia, obteniendo el segundo puesto y siendo el goleador del torneo con 4 tantos. Jugó también la Copa Mundial de Fútbol de 1978, en la que convirtió 2 goles en 4 partidos.

## Estadísticas
Datos actualizados al fin de la carrera deportiva.
| Kickers Offenbach · Alemania |               |               |     |     |    |    |    |     |     |      |      |
| 1.ª | 1972-73       | 2             | 0   | -   | -  | -  | -  | 2   | 0   | 0.00 |      |
| 2.ª | 1987-88       | 24            | 16  | -   | -  | -  | -  | 24  | 16  | 0.67 |      |
| 2.ª | 1988-89       | 27            | 10  | 1   | 2  | -  | -  | 28  | 12  | 0.42 |      |
| Total club | Total club    | 53            | 26  | 1   | 2  | 0  | 0  | 54  | 28  | 0.51 |      |
| Köln · Alemania |               |               |     |     |    |    |    |     |     |      |      |
| 1.ª | 1973-74       | 31            | 17  | 3   | 1  | 7  | 4  | 41  | 22  | 0.53 |      |
| 1.ª | 1974-75       | 34            | 24  | 4   | 4  | 9  | 8  | 47  | 36  | 0.76 |      |
| 1.ª | 1975-76       | 19            | 14  | 4   | 3  | -  | -  | 23  | 17  | 0.73 |      |
| 1.ª | 1976-77       | 34            | 34  | 8   | 14 | 6  | 5  | 48  | 53  | 1.10 |      |
| 1.ª | 1977-78       | 33            | 24  | 7   | 8  | 2  | 1  | 42  | 33  | 0.78 |      |
| 1.ª | 1978-79       | 29            | 8   | 2   | 2  | 6  | 5  | 37  | 15  | 0.40 |      |
| 1.ª | 1979-80       | 34            | 21  | 8   | 7  | -  | -  | 42  | 28  | 0.67 |      |
| 1.ª | 1980-81       | 34            | 17  | 3   | 2  | 9  | 8  | 46  | 27  | 0.58 |      |
| Total club | Total club    | 248           | 159 | 39  | 41 | 39 | 31 | 326 | 231 | 0.70 |      |
| VfB Stuttgart · Alemania |               |               |     |     |    |    |    |     |     |      |      |
| 1.ª | 1981-82       | 30            | 14  | 3   | 5  | 2  | 1  | 35  | 20  | 0.57 |      |
| Total club | Total club    | 30            | 14  | 3   | 5  | 2  | 1  | 35  | 20  | 0.57 |      |
| Girondins de Bordeaux Francia |               |               |     |     |    |    |    |     |     |      |      |
| 1.ª | 1982-83       | 29            | 17  | 5   | 1  | 2  | 3  | 36  | 21  | 0.56 |      |
| 1.ª | 1983-84       | 28            | 14  | 5   | 5  | 1  | 0  | 34  | 19  | 0.55 |      |
| 1.ª | 1984-85       | 36            | 12  | 2   | 4  | 8  | 3  | 46  | 19  | 0.41 |      |
| Total club | Total club    | 93            | 43  | 12  | 10 | 11 | 6  | 116 | 59  | 0.50 |      |
| Grasshopper · Suiza |               |               |     |     |    |    |    |     |     |      |      |
| 1.ª | 1985-86       | 7             | 3   | -   | -  | -  | -  | 7   | 3   | 0.42 |      |
| Total club | Total club    | 7             | 3   | 0   | 0  | 0  | 0  | 7   | 3   | 0.42 |      |
| Saarbrücken · Alemania |               |               |     |     |    |    |    |     |     |      |      |
| 1.ª | 1986-87       | 23            | 4   | 1   | 0  | -  | -  | 24  | 4   | 0.17 |      |
| Total club | Total club    | 23            | 4   | 1   | 0  | 0  | 0  | 23  | 4   | 0.17 |      |
| Total carrera | Total carrera | Total carrera | 454 | 249 | 56 | 58 | 52 | 38  | 562 | 345  | 0.61 |
| (1) Incluye datos de la Copa de Alemania, Copa de Francia. (2) Incluye datos de la Copa UEFA, Recopa de Europa, Copa de Campeones de Europa. (3) No se consideran goles en encuentros amistosos. |               |               |     |     |    |    |    |     |     |      |      |

### Selección nacional
| Selección           | Año   | Amistoso | Amistoso | EURO | EURO | Mundial | Mundial | Total | Total |
| Selección           | Año   | PJ       | G        | PJ   | G    | PJ      | G       | PJ    | G     |
| ------------------- | ----- | -------- | -------- | ---- | ---- | ------- | ------- | ----- | ----- |
| Absoluta · Alemania |       |          |          |      |      |         |         |       |       |
| 1976                | 1     | 0        | 2        | 4    | -    | -       | 3       | 4     |       |
| 1977                | 5     | 3        | -        | -    | -    | -       | 5       | 3     |       |
| 1978                | -     | -        | -        | -    | 4    | 2       | 4       | 2     |       |
| Total               | Total | 6        | 3        | 2    | 4    | 4       | 2       | 12    | 9     |

## Palmarés

### Campeonatos nacionales
| Título           | Club                        | País     | Año  |
| ---------------- | --------------------------- | -------- | ---- |
| Copa de Alemania | F. C. Colonia               | Alemania | 1977 |
| Copa de Alemania | F. C. Colonia               | Alemania | 1978 |
| Bundesliga       | F. C. Colonia               | Alemania | 1978 |
| Ligue 1          | F. C. Girondins de Bordeaux | Francia  | 1984 |
| Ligue 1          | F. C. Girondins de Bordeaux | Francia  | 1985 |

### Distinciones individuales
| Distinción                                        | Año  |
| ------------------------------------------------- | ---- |
| Máximo goleador de la Copa de Alemania (14 goles) | 1977 |
| Máximo goleador de la 1. Bundesliga (34 goles)    | 1977 |
| Máximo goleador de la Copa de Alemania (8 goles)  | 1978 |
| Máximo goleador de la 1. Bundesliga (24 goles)    | 1978 |